# Rathgen-Forschungslabor
Das Rathgen-Forschungslabor ist ein bundesweit tätiges Institut der naturwissenschaftlichen Kulturerbeforschung unter dem Dach der Staatlichen Museen zu Berlin – Preußischer Kulturbesitz. Es wurde 1888 als Chemisches Labor der Königlichen Museen zu Berlin gegründet und ist nach seinem ersten Direktor, dem Chemiker Friedrich Rathgen, benannt.

## Aufgaben
Die Hauptaufgaben liegen in der materialanalytischen Untersuchung von kulturgeschichtlichen Objekten, in der kunsttechnologischen, archäometrischen und konservierungswissenschaftlichen Forschung sowie in der Beratung der Sammlungen und Institute der Staatlichen Museen Berlin bei naturwissenschaftlichen Fragen zur Denkmalpflege, zur Erhaltung archäologischer Stätten sowie zur Restaurierung und Konservierung.
Einer breiteren Öffentlichkeit sind vor allem die Untersuchungen des Rathgen-Forschungslabors im Rahmen von Echtheits-Prüfungen vermeintlicher Kunstwerke bekannt. 
So wurde etwa der Kunstfälscher Wolfgang Beltracchi, der Werke im Stil von Max Ernst, Fernand Léger, Max Pechstein und Heinrich Campendonk der sogenannten Sammlung Jägers gefälscht hatte, durch Untersuchungen des Rathgen-Forschungslabors überführt. Die Untersuchungen hatten gezeigt, dass Beltracchi Titanweiß verwendet hatte, das aber zur Zeit der vorgeblichen Entstehung seiner gefälschten Kunstwerke z. T. noch gar nicht existierte. Ein anderer Nachweis gelang durch die Analyse der Holzrahmen. Das Rathgen-Forschungslabor stellte fest, dass die Holzrahmen, auf die die Leinwände der Bilder aufgezogen waren, alle von Bäumen stammten, die dicht nebeneinander gestanden hatten, was aber bei solch unterschiedlichen Künstlern mehr als unwahrscheinlich gewesen wäre.
Umgekehrt konnte das Rathgen-Forschungslabor zweifelsfrei die Echtheit der fünf Gemälde bestätigen, die 1979 aus Schloss Friedenstein in Gotha gestohlen wurden und 2019 wieder aufgetaucht sind.

## Leiter
- Josef Riederer (1974–2004)
- Stefan Simon (2004–2014)
- Ina Reiche (2014–2019)
- Stefan Simon (seit 2019)

## Publikationen (Auswahl)
- Marisa Laurenzi Tabasso, Stefan Simon: Testing methods and criteria for the selection/evaluation of products for the conservation of porous building materials. In: Reviews in conservation. Band 7, 2006, S. 67–82.
- Stefan Simon: Illicit Traffic: a Challenge for Conservation Science and Conservation. In: ICOM LIC Conference Cairo, 27.02.-01.03.2007. 2007, S. 223–227.
- Stefan Simon, Ruppert Utz: Experiences with large collections and big monuments – how to approach the analytical challenges. In: Bayerisches Landesamt für Denkmalpflege (Hrsg.): Proceedings EU-ARTECH “Small Samples – Big Objects”, 9. Mai 2007. München 2007, S. 105–127.
- Stefan Simon: Bilder des Unsichtbaren – Wege zur Quantifizierung von Erhaltungszuständen? In: Denken in Bildern. 31 Positionen zu Kunst, Museum und Wissenschaft. Hatje Cantz, Berlin 2008, S. 212–217.
- Marisa Pamplona: Der Oddy-Test zur Bestimmung der Objektverträglichkeit von Aufbewahrungs- und Schaumaterialien im Museum. In: WeltWissen. 300 Jahre Wissenschaften in Berlin. 2011 (PDF).
- Bill Landsberger, P. Querner: Invasive Fischchen (Insecta, Zygentoma) in Deutschland und Österreich. Neue Herausforderungen im Integrierten Schädlingsmanagement. In: Archivar. Zeitschrift für Archivwesen. Band 71, Nr. 4, 2018, S. 328–332.
- Stefan Röhrs, Gaia Fenoglio, Ina Reiche, Lothar Lambacher: Studying glass on metal: Raman analysis  of  medieval champlevé enamelled objects. In: Journal of Raman Spectroscopy. Special Issue. 2020, doi:10.1002/jrs.5934 (englisch).